# Majellula affinis
Majellula affinis är en spindelart som först beskrevs av O. Pickard-Cambridge 1896.  Majellula affinis ingår i släktet Majellula och familjen krabbspindlar. Inga underarter finns listade i Catalogue of Life.